# Onthophagus glabratus
Onthophagus glabratus é uma espécie de inseto do género Onthophagus da família Scarabaeidae da ordem Coleoptera. Foi descrita pela primeira vez em 1842.

## Distribuição
É nativa da Austrália, no norte, nordeste e região de Queensland do país.

## Características
Coloração preta; O tórax dé muito delicadamente pontuado abaixo, os élitros são estriados-pontiformes, o corpo é preto abaixo, as antenas são tufadas com pedúnculos que são pontiagudos e ciliados ruivos.